# Гвианская селенидера
Гвианская селенидера (лат. Selenidera piperivora) — птица семейства тукановых, обитающая в Южной Америке.

## Описание
Длина тела составляет от 32 до 35 см, вес — от 129 до 171 г. Длина крыла самцов составляет от 11,8 до 12,8 см, длина хвоста — от 9,5 до 11,2 см. Длина клюва составляет от 6,3 до 7,9 см. Самки имеют похожую массу тела, однако, их клюв немного короче, от 5,6 до 7,0 см.
У самцов голова, шея и грудь чёрные. Кроющие уха жёлтого, тонкая полоса на затылке оранжево-жёлтого цвета. Спина и крылья оливково-зелёные, бёдра красно-коричневого цвета. Подхвостье красное, тёмные перья хвоста с красно-коричневыми вершинами. Клюв от тёмно-серого до чёрного цвета, у основания и на нижней половине подклювья красного цвета. Неоперённый участок вокруг глаз сине-зелёного цвета. Самки отличаются от самцов красно-коричневой полосой на затылке и серой грудью. Молодые птицы похожи на взрослых, однако, их оперение в целом более тусклое.

## Распространение
Гвианская селенидера обитает на северо-востоке Южной Америки. Область распространения простирается от Гвианы и Французской Гвианы, а также Суринама до юга Венесуэлы и севера Бразилии. Естественная среда обитания — преимущественно низменные леса. В Венесуэле вид встречается на высоте до 900 м, в Суринаме — от 600 до 800 м над уровнем моря.
Птицы живут преимущественно в верхней кроне деревьев влажных и дождевых тропических лесов. Кроме того, они заселяют леса вдоль русел рек и частично также нижние границы горных лесов.

## Образ жизни
Гвианская селенидера встречается преимущественно парами или небольшими группами. На плодоносных деревьях часто можно наблюдать несколько особей, при этом птицы не образуют стаи. Питание состоит преимущественно из плодов, а также насекомых. Биология размножения изучена слабо. Период размножения приходится в период с марта по май.